# Fernsehturm Kiew
Der Fernsehturm Kiew (ukrainisch Київська телевежа/Kyjiwska telewescha) ist ein 385 Meter hoher Fernsehturm für UKW und Fernsehen. Der Fernsehturm von Kiew wurde im Jahre 1973 fertiggestellt und ist der höchste freistehende Stahlfachwerkturm der Welt. 

## Lage
Der Fernsehturm Kiew befindet sich im Rajon Schewtschenko inmitten des Fernsehzentrums in der Dorogozhitskaya Straße. Unmittelbar südlich vom Turm befindet sich der Lukjaniwska-Friedhof, westlich die Gedenkstätte Babyn Jar.

## Geschichte
Ursprünglich wurde der Turm für die damalige sowjetische Hauptstadt Moskau entworfen. Die Moskauer Behörden bevorzugten allerdings einen beständiger aussehenden Baukörper und entschieden sich für die Form, die heute im Fernsehturm Ostankino zu sehen ist. Später benötigte Kiew seinen eigenen Sendeturm. Die Regierung beauftragte die Ingenieure des Ukrainischen Instituts für Stahlbau W. N. Schimanowski, das Projekt, welches ursprünglich für Moskau vorgesehen war, für Kiew aufzunehmen – mit der Auflage, dass die Höhe des Turms um mindestens 30 % zu reduzieren sei, damit dieser nicht so hoch wie der Moskauer Turm werden solle.
Die Bauzeit erstreckte sich von 1968 bis 1973 und die Baukosten betrugen umgerechnet rund 12 Millionen US-Dollar.
Im Zuge des russischen Angriffskrieges gegen die Ukraine wurde der Turm bei einem russischen Raketenangriff am 1. März 2022 kurz unterhalb des Ansatzes der vier Stahlstreben getroffen. Fünf Menschen sollen dabei getötet und weitere fünf verletzt worden sein. Die Struktur sei intakt geblieben. Mehrere Fernsehprogramme fielen durch den Treffer aus.

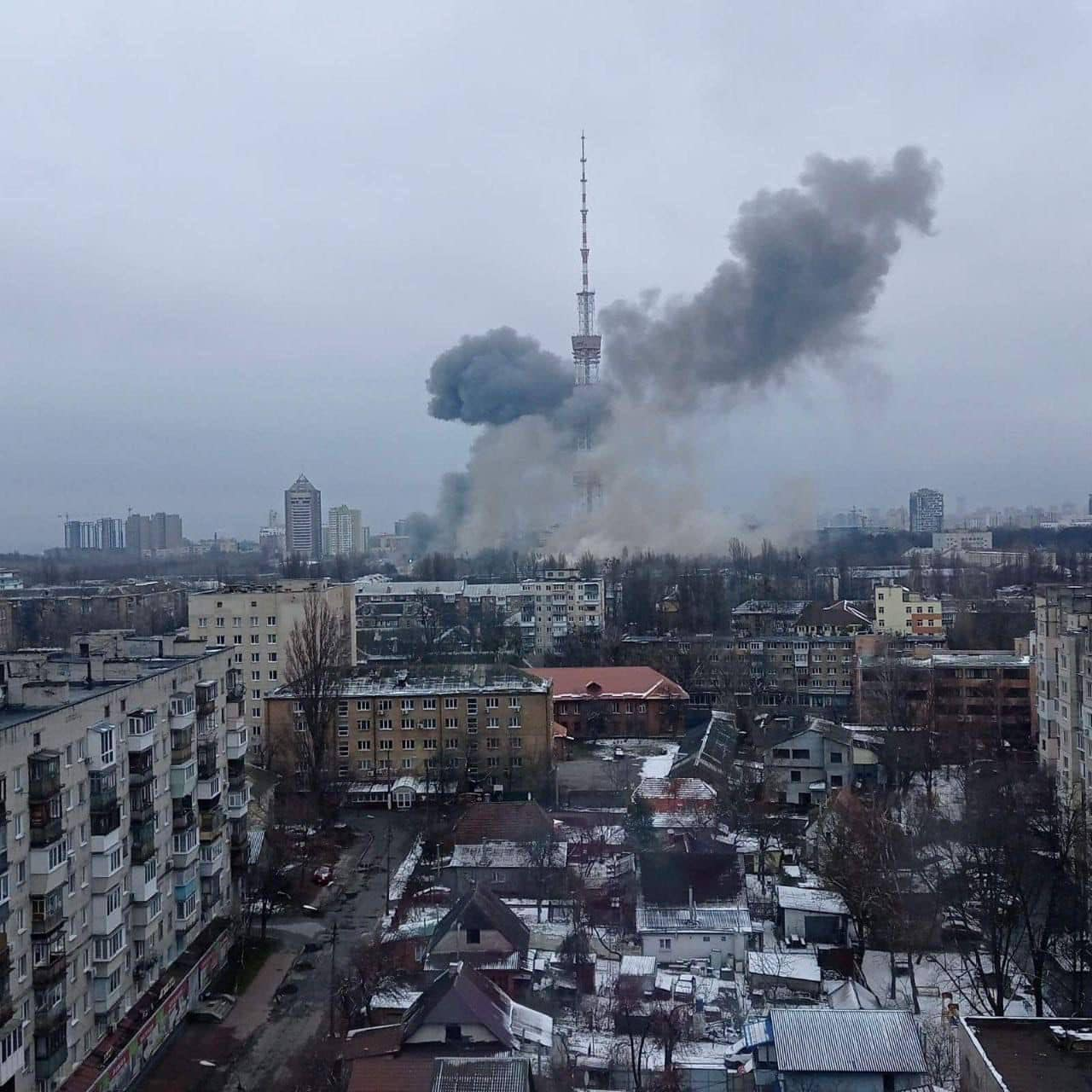
Raketenangriff auf den Fernsehturm am 1. März 2022
- Video vom Raketenangriff am 1. März 2022

## Architektur
Der Stahlgitter-Fachwerkturm wird von markanten spitz zulaufenden Pfeilerkonstruktionen gehalten. Der Turmschaft läuft in einer röhrenförmigen Gitterform von einem Basishaus senkrecht nach oben. Der Durchmesser des inneren Schaftes, der mit dem Sendehaus verbunden ist, beträgt 4 Meter und besteht aus einer Stahlfachwerkkonstruktion von Rohren mit 12 Millimeter Wandstärke. In diesem laufen die Signalkabel bis zu den Antennen.
Im Mündungsbereich der vier Pfeiler, auf etwa 75 Meter Höhe, gibt es einen eingeschossigen Turmkorb in Form eines flachen Zylinders, dessen Fassade rot eingefärbt ist. Die Gitterkonstruktion steigt ohne Verjüngung gleichmäßig nach oben und wird von roten Ringen profiliert, die als Trägerplattformen für Richtfunkantennen dienen. Auf etwa 200 Meter Höhe wird die breite Gittermastkonstruktion durch einen zweigeschossigen Turmkorb abgeschlossen. Darüber setzt sich eine schmalere Gitterrohrkonstruktion fort, die den über 100 Meter hohen Antennenmast trägt. 
Eine Besonderheit ist das Fehlen von Nieten; die gesamte Stahlkonstruktion wurde geschweißt.